# Amerigo Severini
Amerigo Severini (ur. 11 maja 1931 w Marcignanie, zm. 1 kwietnia 2020 w Arcevii) – włoski kolarz przełajowy i  szosowy, czterokrotny medalista przełajowych mistrzostw świata.

## Kariera
Pierwszy sukces w karierze Amerigo Severini osiągnął w 1955 roku, kiedy zdobył złoty medal w kategorii elite podczas przełajowych mistrzostw świata w Saarbrücken. W zawodach tych wyprzedzili go jedynie Francuz André Dufraisse oraz Szwajcar Hans Bieri. Został tym samym pierwszym w historii włoskim kolarzem przełajowym, który zdobył medal na mistrzostwach świata. Jego największym osiągnięciem było jednak zdobycie srebrnego medalu podczas mistrzostw świata w Limoges w 1958 roku, gdzie przegrał tylko z Dufraisse'em. Severini zdobył jeszcze dwa brązowe medale: na mistrzostwach świata w Genewie w 1959 roku i rozgrywanych sześć lat później mistrzostwach świata w Cavarii. W obu przypadkach przegrał ze swym rodakiem Renato Longo i Rolfem Wolfshohlem z RFN. Kilkakrotnie zdobywał medale przełajowych mistrzostw Włoch, w tym złote w latach 1961 i 1963. Startował także na szosie, jednak bez większych sukcesów. Nigdy nie wystąpił na igrzyskach olimpijskich. W 1967 roku zakończył karierę.